# Cyphon albidosparsus
Cyphon albidosparsus là một loài bọ cánh cứng trong họ Scirtidae. Loài này được Nyholm miêu tả khoa học năm 2000.